# Rice (Oregón)
Rice es un área no incorporada ubicada en el condado de Wasco en el estado estadounidense de Oregón. Rice se encuentra ubicada dentro de Dufur.

## Geografía
Rice se encuentra ubicado en las coordenadas 45°30′23.72″N 121°2′31.97″O / 45.5065889, -121.0422139.